# Koenraad II van Moravië
Koenraad II van Moravië-Znojmo (overleden in 1161) was van 1123 tot 1161 hertog van Moravië-Znojmo.

## Levensloop
Hij was de zoon van hertog Lutold van Moravië-Znojmo, de jongste zoon van hertog Koenraad I van Bohemen, en Ida van Babenberg, dochter van markgraaf Leopold II van Oostenrijk. In 1123 werd hij in opvolging van prins Soběslav van Bohemen hertog van Moravië-Znojmo, wat hij bleef tot aan zijn dood in 1161.
In 1130 was hij betrokken bij het complot tegen hertog Soběslav I van Bohemen, dat aangevoerd werd door diens neef Bretislav. Nadat Soběslav ontdekte dat Bretislav hem wilde afzetten, liet hij hem blind maken en daarna vermoorden. 
In 1132 huwde Koenraad met Maria, vaak geïdentificeerd als een dochter van de Servische prins Uroš I of als een dochter van prinsÁlmos van Hongarije. Met haar kreeg hij minstens drie kinderen:
- Ernest
- Koenraad II Otto (1135-1191), vanaf 1182 markgraaf van Moravië en van 1189 tot 1191 hertog van Bohemen.
- Helena (1141-1202), gehuwd met Casimir II van Polen

Nadat hertog Wladislaus II van Bohemen in 1140 aan de macht kwam, werden Koenraad, Vratislav van Moravië en Otto III van Olomouc zijn grootste tegenstanders. Nadat Wladislaus in 1146 zijn tegenstanders versloeg, was de grote invloed van Koenraad en zijn aanhangers voorbij en tot aan zijn dood werd Koenraad niet meer vermeld in de geschriften van die tijd.